# Озебоск
Озебоск (фр. Auzebosc) насеље је и општина у северној Француској у региону Горња Нормандија, у департману Приморска Сена која припада префектури Руан.
По подацима из 2011. године у општини је живело 1040 становника, а густина насељености је износила 218,49 становника/km². Општина се простире на површини од 4,76 km². Налази се на средњој надморској висини од 135 метара (максималној 142 m, а минималној 94 m).

## Демографија
| 1962. | 1968. | 1975. | 1982. | 1990. | 1999. | 2011. |
| ----- | ----- | ----- | ----- | ----- | ----- | ----- |
| 331   | 388   | 576   | 738   | 755   | 963   | 1.040 |

График промене броја становника у току последњих година